# Peter II. (Sizilien)
Peter II. von Sizilien (* 1305; † August 1342 in Calascibetta) war von 1337 bis 1342 König von Sizilien.
Peter war der älteste Sohn von König Friedrich II. und Eleonore von Anjou, einer Tochter von König Karl II. von Neapel. Er wurde 1312 Stellvertreter seines Vaters und 1321 unter Verletzung des Frieden von Caltabellotta gekrönt und zum Mitregenten seines Vaters ernannt. Peter befehligte 1328 die sizilianische Flotte, die Ludwig den Bayern unterstützte. Nach dem Tode seines Vaters, 1337, folgte er als König von Sizilien. Er stand unter dem Einfluss seiner Mutter und seiner Gattin Elisabeth von Kärnten. Seine Regierungszeit war gekennzeichnet von wirtschaftlichen und außenpolitischen Problemen. Im Inneren gewannen die Brüder Matteo und Damiani Palizzi, Günstlinge der Königin, großen Einfluss, bis 1340 Peters Bruder Johann die Regentschaft übernahm und sie ins Exil zwang. Die Investitur Peters wurde von Papst Benedikt XII. nicht anerkannt. Den angevinischen Herrschern von Neapel gelang es Lipari (1339) und Milazzo (1342) zu besetzen. Nach dem überraschenden Tod Peters II., 1342, folgte ihm sein noch minderjähriger Sohn Ludwig, der unter der Vormundschaft von Peters Bruder Johann stand.

## Familie
Peter heiratete am 23. April 1323 Elisabeth von Kärnten, eine Tochter von Herzog Otto III. von Kärnten. Sie hatten neun Kinder.
1. Konstanze (1324–1355) Regentin von Sizilien (1352–1354)
2. Eleonore (1325–1375) ⚭ König Peter IV. von Aragón (1319–1387)
3. Beatrix (1326–1365) ⚭ Kurfürst Ruprecht II. von der Pfalz (1325–1398)
4. Eufemia (1330–1359) Regentin von Sizilien (1355–1357)
5. Violante (1334–?) (jung gestorben)
6. Ludwig (1337–1355) König von Sizilien (1342–1355)
7. Johann (1340–1353)
8. Friedrich III. (1341–1377) König von Sizilien (1355–1377)
9. Blanka (1342– vor 1373) ⚭ Johann I. Graf von Ampurias (1338–1398)